# Regionsreformen i Norge
Regionsreformen i Norge er en reform af fylkesstrukturen i Norge, hvor 19 fylker bliver til 11. Reformen er et af Regeringen Solbergs politiske projekter og pågår parallelt med en kommunalreform. Stortinget vedtog 8. juni 2017 følgende sammenlægninger af fylker: Regionreformen blev vedtaget af Stortinget den 8. juni 2017.
Det nye fylke Trøndelag (tidligere Sør- og Nord-Trøndelag) blev oprettet allerede den 1. januar 2018.
Seks nye fylker blev oprettet ved sammenlægning af 13 eksisterende fylker med virkning fra 1. januar 2020:
- Viken (tidligere Buskerud, Akershus og Østfold)
- Innlandet (tidligere Oppland og Hedmark)
- Vestfold og Telemark (tidligere Vestfold og Telemark)
- Agder (tidligere Vest- og Aust-Agder)
- Vestland (tidligere Sogn og Fjordane og Hordaland)
- Troms og Finnmark (tidligere Troms og Finnmark)

De fire fylker Oslo, Rogaland, Møre og Romsdal og Nordland bliver videreført som de var tidligere.

## Planer om sammenlægning

### Troms fylke og Finnmark fylke
Som en del af regionsreformen i Norge vedtog Stortinget 8. juni 2017, at Finnmark fylke og Troms skal sammenlægges til et fylke fra 1. januar 2020. Det nye fylke skal hedde Troms og Finnmark. I maj 2018 afholdtes en folkeafstemning i Finnmark; 87 procent stemte nej til at sammenlægge de to fylker Finnmark og Troms. Fylkestingene i Troms og Finnmark sendte derefter ansvaret for at slå de to fylker sammen til Kommunal- og moderniseringsdepartementet". Trods den store modstand i folkeafstemningen, blev sammenlægningen gennemført.
Fylkesformanden i Finnmark sagde nej til at mødes med kommunalministeren.  Situationen var derefter fastlåst.
Kommunalminister Monica Mæland svarede på kritikken mod sammenlægningen af Troms og Finnmark i et fem sider langt brev. Juraprofessor Eivind Smith står fremdeles fast på, at sagen ikke var forberedt sådan som loven kræver.
I november 2018 var sagen om omgørelse af beslutningen om sammenlægning af Troms og Finnmark fylker til behandling i Stortinget.